# Ministère de l'Emploi et de la Solidarité sociale
Le ministère de l'Emploi et de la Solidarité sociale est un ministère à vocation sociale du gouvernement du Québec dont les principales attributions sont de favoriser l’inclusion économique et sociale des personnes les plus vulnérables, de soutenir l’action communautaire et bénévole, de viser à l’équilibre entre l’offre et la demande de main-d’œuvre, de favoriser l’atteinte de conditions de travail équitables et de relations du travail harmonieuses et de simplifier l’accès aux services gouvernementaux.

## Historique
| Mission     | Travail                                     | Emploi                                                        | Solidarité                                                    |
| ----------- | ------------------------------------------- | ------------------------------------------------------------- | ------------------------------------------------------------- |
| Avant 1981  | Travail et Main-d’œuvre                     | Affaires sociales                                             | Affaires sociales                                             |
| 1981 à 1982 | Travail, Main-d’œuvre et Sécurité du revenu | Travail, Main-d’œuvre et Sécurité du revenu                   | Travail, Main-d’œuvre et Sécurité du revenu                   |
| 1982 à 1989 | Travail                                     | Main-d’œuvre et Sécurité du revenu                            | Main-d’œuvre et Sécurité du revenu                            |
| 1989 à 1994 | Travail                                     | Main-d’œuvre, Sécurité du revenu et Formation professionnelle | Main-d’œuvre, Sécurité du revenu et Formation professionnelle |
| 1994 à 1996 | Emploi                                      | Emploi                                                        | Sécurité du revenu                                            |
| 1996 à 1997 | Travail                                     | Emploi                                                        | Sécurité du revenu                                            |
| 1997 à 1998 | Travail                                     | Emploi et Solidarité                                          | Emploi et Solidarité                                          |
| 1998 à 2001 | Travail et Emploi (ministre d'État)         | Travail et Emploi (ministre d'État)                           | Solidarité sociale                                            |
| 2001 à 2003 | Travail                                     | Emploi et Solidarité sociale                                  | Emploi et Solidarité sociale                                  |
| 2003 à 2005 | Travail                                     | Emploi, Solidarité sociale et Famille                         | Emploi, Solidarité sociale et Famille                         |
| 2005 à 2015 | Travail                                     | Emploi et Solidarité sociale                                  | Emploi et Solidarité sociale                                  |
| 2015 à 2022 | Travail, Emploi et Solidarité sociale       | Travail, Emploi et Solidarité sociale                         | Travail, Emploi et Solidarité sociale                         |
| Depuis 2022 | Travail                                     | Emploi et Solidarité sociale                                  | Emploi et Solidarité sociale                                  |

### Transfert de l'aide sociale au ministère en 1981
En 1981, le volet « Aide sociale » du ministère des Affaires sociales a été rattaché au ministère du Travail et de la Main-d’œuvre, pour créer le ministère du Travail, de la Main-d’œuvre et de la Sécurité du revenu,. Ainsi le gouvernement du Québec liait le problème de l'aide sociale à celui de la recherche d'emploi. Le nom et certaines des attributions du ministère ont beaucoup varié depuis cette date.

### Ministère de l'Emploi et ministère de la Sécurité du revenu (1994-1997)
Lorsque Daniel Johnson succède à Robert Bourassa et forme son gouvernement en janvier 1994, il procède à une réduction sensible du nombre de ministères. Un nouveau ministère de l'Emploi est alors constitué le 11 janvier 1994 en remplacement:
- Du ministère du Travail ;
- Du ministère de la Main-d'œuvre, de la Sécurité du revenu et de la Formation professionnelle pour les attributions liées à la main-d'œuvre et la formation professionnelle.

Un ministère de la Sécurité du revenu distinct demeure pour les attributions non reprises par le nouveau ministère et est officiellement constitué par une loi sanctionnée le 17 juin 1994,.
Un ministère du Travail distinct réapparaît le 29 janvier 1996 lors de la constitution du Cabinet Bouchard qui nomme Matthias Rioux comme ministre du Travail et Louise Harel comme ministre d'État de l'Emploi et de la Solidarité. La loi constitutive du ministère du Travail est sanctionnée le 20 juin 1996.

### Ministère de l'Emploi et de la Solidarité sociale (1997-2015)
Le ministère de l'Emploi et de la Solidarité est créé le 12 juin 1997 pour marquer le regroupement de l'ancien ministère de la Sécurité du Revenu avec la Société québécoise de développement de la main-d'œuvre. Emploi-Québec est également placé sous la tutelle du ministère. À l'automne 1997, le ministère intègre environ 1 000 employés du ministère du Développement des ressources humaines du Canada en application de l'entente Canada-Québec du 21 avril 1997 sur le marché du travail.
Après la réélection du Parti québécois en novembre 1998, Lucien Bouchard modifie à nouveau la structure gouvernementale :
- Le ministère devient le ministère de la Solidarité sociale exclusivement consacré aux enjeux de solidarité et de réinsertion par le travail (y compris la gestion du fonds de lutte contre la pauvreté)[11];
- Pour ce même ministère un ministre d'État au Travail et à l'Emploi est nommé pour s'occuper des problèmes de relations du travail et d'emploi[12].

Le ministère prend le nom de ministère de l’Emploi et de la Solidarité sociale (MESS) lors de la constitution du gouvernement Landry en mars 2001, nom utilisé par le ministère depuis. De 2001 à 2003 les portefeuilles ministériels liés au ministère évoluent fréquemment avec la nomination de plusieurs ministres d'État, ministres délégués et ministres responsables.
Après les élections de 2003, Jean Charest combine les ministères de l'Emploi et de la Solidarité sociale et le ministère de la Famille en un ministère de l’Emploi, de la Solidarité sociale et de la Famille. Cette situation demeure jusqu'au 18 février 2005 lorsque le ministère retourne à son nom précédent et les responsabilités liées à la famille sont confiées à un ministère distinct.
À l'automne 2004, le MESS obtient la responsabilité de la direction du Placement étudiant qui était auparavant gérée par le ministère du Développement économique et régional (MDER).

### Fusion des ministères (2015-2022)
Le 27 février 2015 est signé le décret de fusion du ministère du Travail avec le ministère de l'Emploi et de la Solidarité sociale pour former le ministère du Travail, de l'Emploi et de la Solidarité sociale (MTESS). Le ministère du Travail devient le Secrétariat du travail, une nouvelle unité intégrée au ministère du Travail, de l'Emploi et de la Solidarité sociale.
En octobre 2022 les deux ministères sont à nouveau scindés en deux au début de la 43e législature,.

### Identité visuelle (logotype)

Logo du ministère du Travail, de l'Emploi et de la Solidarité sociale  de février 2015 à octobre 2022.
Logo du ministère de l'Emploi et de la Solidarité sociale jusqu'en février 2015 et depuis octobre 2022.

## Missions et structure

### Organismes rattachés au ministère
Les entités suivantes disposent d'une administration distincte, même si elles demeurent sous l'égide du ministère. 
- Le Centre d’étude sur la pauvreté et l’exclusion (CEPE)
- Le Comité consultatif de lutte contre la pauvreté et l'exclusion sociale (CCLP) ;
- La Commission des partenaires du marché du travail (CPMT) ;
- Le Conseil de gestion de l'assurance parentale (CGAP) ;
- Le Registraire des entreprises

#### Anciens organismes rattachés
Avant 2016, la Régie des rentes du Québec était sous la responsabilité du ministère. Cet organisme a toutefois été remplacé par Retraite Québec qui est géré par le ministère des Finances. De 2015 à 2022 le MTESS était responsable du Secrétariat du travail.

### Unités administratives notoires
Les entités suivantes ne constituent pas des organismes légalement indépendants du ministère, mais en sont une de ses composantes. 
- Centre local d'emploi
- Emploi-Québec
- Secrétariat à l'action communautaire autonome et aux initiatives sociales
- Services Québec

### Principaux programmes administrés
- Aide sociale
  - Aide financière de dernier recours
- Action
  - Programme d’aide et d’accompagnement social pour les prestataires de l’aide sociale, ayant pour but de les préparer à participer à une mesure d’aide à l’emploi
- Aide aux personnes handicapées
  - Vise à faciliter l’embauche et le maintien d’une personne handicapée dans un milieu de travail standard
- Découvrir un métier, une profession
  - Stages offerts à des jeunes sans-emploi de moins de 25 ans
- Formation de la main-d’œuvre
  - Allocation d’aide et remboursement des frais de formation pour les personnes présentant un risque de chômage prolongé
- Ma place au soleil
  - Soutien aux jeunes parents prestataires de l'aide sociale qui veulent reprendre leurs études, pour les aider à assumer leurs responsabilités familiales
- Placement étudiant
- Préparation à l'emploi
- Programme alternative jeunesse
- Jeunes en action
- Jeunes volontaires
- Programme d'aide à l'intégration des immigrants et des minorités visibles en emploi (PRIIME)
- Programme de soutien pour les travailleurs âgés
- Programme de soutien pour les travailleurs licenciés collectivement
- Québec pluriel
  - Programme de mentorat offert aux jeunes issus des communautés culturelles et des minorités visibles de six territoires, facilite leurs démarches d’intégration au marché du travail
- Régime québécois d'assurance parentale
  - Prestation financière à tous les travailleurs admissibles qui se prévalent d’un congé de maternité, de paternité, d’adoption ou parental au cours duquel ils cessent d’être rémunérés
- Réussir
  - Aide et accompagnement social pour les personnes qui ont des contraintes sévères à l’emploi pour faciliter l'accès aux études secondaires professionnelles ou aux études postsecondaires
- Services d’aide à l’emploi
- Soutien financier aux mineures enceintes
- Soutien au travail autonome
- Supplément à la prime au travail
- Supplément de retour au travail[20]

## Liste des ministres
| Ministre       | Ministre                                                                                                | Parti            | Début             | Fin               | Cabinet        |
| -------------- | --- | ---------------- | ----------------- | ----------------- | -------------- |
|                | Pierre Marois Ministre du Travail, de la Main-d'œuvre et de la Sécurité du revenu                       | Parti québécois  | 30 avril 1980     | 9 septembre 1982  | Lévesque       |
|                | Pierre Marois Ministre de la Main-d'œuvre et de la Sécurité du revenu                                   | Parti québécois  | 9 septembre 1982  | 24 novembre 1983  | Lévesque       |
|                | Pauline Marois Ministre de la Main-d'œuvre et de la Sécurité du revenu                                  | Parti québécois  | 24 novembre 1983  | 3 octobre 1985    | Lévesque       |
| 3 octobre 1985 | Pauline Marois Ministre de la Main-d'œuvre et de la Sécurité du revenu                                  | Parti québécois  | 12 décembre 1985  | P.M. Johnson      |                |
|                | Pierre Paradis Ministre de la Main-d'œuvre et de la Sécurité du revenu                                  | Libéral          | 12 décembre 1985  | 23 juin 1988      | Bourassa (2)   |
|                | André Bourbeau Ministre de la Main-d'œuvre et de la Sécurité du revenu                                  | Libéral          | 23 juin 1988      | 11 octobre 1989   | Bourassa (2)   |
|                | André Bourbeau Ministre de la Main-d'œuvre, de la Sécurité du revenu et de la Formation professionnelle | Libéral          | 11 octobre 1989   | 11 janvier 1994   | Bourassa (2)   |
|                | Violette Trépanier Ministre de la Sécurité du revenu                                                    | Libéral          | 11 janvier 1994   | 26 septembre 1994 | Johnson (fils) |
|                | Jeanne Blackburn Ministre de la Sécurité du revenu                                                      | Parti québécois  | 26 septembre 1994 | 29 janvier 1996   | Parizeau       |
|                | Louise Harel Ministre de l'Emploi                                                                       | Parti québécois  | 26 septembre 1994 | 29 janvier 1996   | Parizeau       |
|                | Louise Harel Ministre de la Sécurité du revenu                                                          | Parti québécois  | 29 janvier 1996   | 25 juin 1997      | Bouchard       |
|                | Louise Harel Ministre de l'Emploi et de la Solidarité                                                   | Parti québécois  | 25 juin 1997      | 15 décembre 1998  | Bouchard       |
|                | André Boisclair Ministre de la Solidarité sociale                                                       | Parti québécois  | 15 décembre 1998  | 8 mars 2001       | Bouchard       |
|                | Jean Rochon Ministre de l'Emploi et de la Solidarité sociale                                            | Parti québécois  | 8 mars 2001       | 30 janvier 2002   | Landry         |
|                | Linda Goupil Ministre d'État à la Solidarité sociale, à la Famille et à l'Enfance                       | Parti québécois  | 30 janvier 2002   | 29 avril 2003     | Landry         |
|                | Claude Béchard Ministre de l'Emploi, de la Solidarité sociale et de la Famille                          | Libéral          | 29 avril 2003     | 18 février 2005   | Charest        |
|                | Michelle Courchesne Ministre de l'Emploi et de la Solidarité sociale                                    | Libéral          | 18 février 2005   | 18 avril 2007     | Charest        |
|                | Sam Hamad Ministre de l'Emploi et de la Solidarité sociale                                              | Libéral          | 18 avril 2007     | 10 août 2010      | Charest        |
|                | Julie Boulet Ministre de l'Emploi et de la Solidarité sociale                                           | Libéral          | 10 août 2010      | 19 septembre 2012 | Charest        |
|                | Agnès Maltais Ministre de l'Emploi et de la Solidarité sociale                                          | Parti québécois  | 19 septembre 2012 | 23 avril 2014     | Marois         |
|                | François Blais Ministre de l'Emploi et de la Solidarité sociale                                         | Libéral          | 23 avril 2014     | 27 février 2015   | Couillard      |
|                | Sam Hamad Ministre du Travail, de l'Emploi et de la Solidarité sociale                                  | Libéral          | 27 février 2015   | 28 janvier 2016   | Couillard      |
|                | François Blais Ministre du Travail, de l'Emploi et de la Solidarité sociale                             | Libéral          | 28 janvier 2016   | 18 octobre 2018   | Couillard      |
|                | Jean Boulet Ministre du Travail, de l'Emploi et de la Solidarité sociale                                | Coalition avenir | 18 octobre 2018   | 20 octobre 2022   | Legault        |
|                | Kateri Champagne Jourdain Ministre de l'Emploi                                                          | Coalition avenir | 20 octobre 2022   | En fonction       | Legault        |
|                | Chantal Rouleau Ministre responsable de la Solidarité sociale et de l’Action communautaire              | Coalition avenir | 20 octobre 2022   | En fonction       | Legault        |